# 鼠疫 (電影)
《鼠疫》 是一部由阿根廷、法国、英国合拍的劇情片，於1992年上映。該電影由威廉·赫特、桑德琳·波奈兒、勞勃·杜瓦等人主演。该片改编自阿尔贝·加缪的小说鼠疫 。该片曾入围第49届威尼斯国际电影节竞赛单元。 

## 劇情
《鼠疫》以20世纪90年代为背景，以一位名叫伯纳德·里厄的医生為主角。与原著中设定的20世纪40年代的法属阿尔及利亚瓦赫蘭不同，这部电影的故事發生在南美洲虚构的城市奥兰，那里曾爆發过几次鼠疫。当局试图向民众隐瞒疫情，但民众還是得知了真相。该城市後來被隔离并被军队包围，任何人無法进出該城市。